# Lutterothstraße
Lutterothstraße – stacja metra hamburskiego na linii U2. Stacja została otwarta 30 maja 1965. 

## Położenie
Stacja Lutterothstraße położona jest poniżej "Methfesselstraße", między skrzyżowaniami z "Eidelstedter Weg" na północy i "Lutterothstraße" na południowym krańcu. Stacja metra leży na granicy dzielnic Eimsbüttel i Lokstedt. Posiada jeden peron wyspowy o długości 120 metrów. Z każdego końca peronu znajdują się wyjścia ze stacji.